# Фокин, Алексей Павлович
Алексей Павлович Фокин (род. 20 августа 1997 года, Волгоград) — российский гандболист, крайний клуба «Мешков Брест» и сборной России.

## Карьера
Начинал карьеру в клубе «Каустик». С 2019 года выступает за команду ЦСКА (Москва). Играл за сборную России на ЧМ-2019 и ЧМ-2021.

## Достижения
- Чемпион России: 2023, 2024
- Серебряный призер Чемпионата России: 2019, 2021, 2022, 2025
- Победитель Кубка России: 2024, 2025
- Финалист Кубка России: 2019, 2020, 2022
- Победитель Суперкубка России: 2023, 2024